# 柯爾人

柯爾人,通常做為Munda people,Ho people,以及印度的比哈爾邦、北方邦、恰蒂斯加爾邦、中央邦、阿薩姆邦、特里普拉邦，還有孟加拉國、尼泊爾等地部分族群的通稱

## 民族分佈、人口與語言
柯爾人主要分布於印度中部和東北部地區，散布範圍很廣，人口方面由於各家對於柯爾人此名詞所認定的層級和範圍不盡相同，數字多有落差，作為多個族群的通稱，印度及孟加拉、尼泊爾等地的人口加總共有9,000,000人，其中印度北方邦是分佈人數較多的地區，柯爾人是當地最大的族群之一，1981年的統計中計有135,617人，其語言主要使用尼加拉語及其方言，大部分柯爾人並沒有明顯、穩定的根據地(landless)，被稱為是森林民族

北方邦

一說認為柯爾人(Kol people)應該與蒙達人(Munda people)等鄰近民族清楚區分，蒙達人所住地區並無柯爾人這樣的稱呼，其他說法是將柯爾人與 Larka Kols(不明)或 Hos people搞混了(後者因該地區1832發生起義而較為聞名)
此處亦提到在此區分前提之下，在1931年有柯爾人人口91,556人的紀錄
語言方面，今日已找不到柯爾人的古文字，現今大多是使用印地語，並用梵文來書寫

## 地理環境
印度中部多屬熱帶季風氣候，可分為雨季（6–10月）與旱季（3–5月）以及涼季（11–2月)，印度東北部則是較為潮濕雨量多的地區

## 歷史沿革
一說柯爾人從印度中部開始擴散至其他地區，分開成數個異族外婚的世族，在1930年代曾和其他幾個文化上有不少相近處的其他民族一起被歸類為貢德族(Gonds)
在英國殖民時期，Kol這個名字有一個負面的含義：野蠻的，卑微的，好戰和侵略，執行粗活的代名詞。

### 蒙達諸民族相關說法
一說將蒙達人(Munda people)與霍人(Ho people)及桑塔爾人(Santhal people)等使用蒙達語族諸語言的民族，歸類為同一個民族集團，而因蒙達語族又稱科拉里亞語族，整個「蒙達人」有時也被並稱為科拉里亞人或柯爾人(Kol people)，蒙達人由北方邦為起點，向各地曲折遷徙，後來已有許多不同的部落群，也因和其他民族有交流雜處，文化上和其他民族已很難看出差異，語言相近，從事森林地區的原始採集或農業，這也可能是造成各家說法對於蒙達人、柯爾人等名詞解釋不一的原因

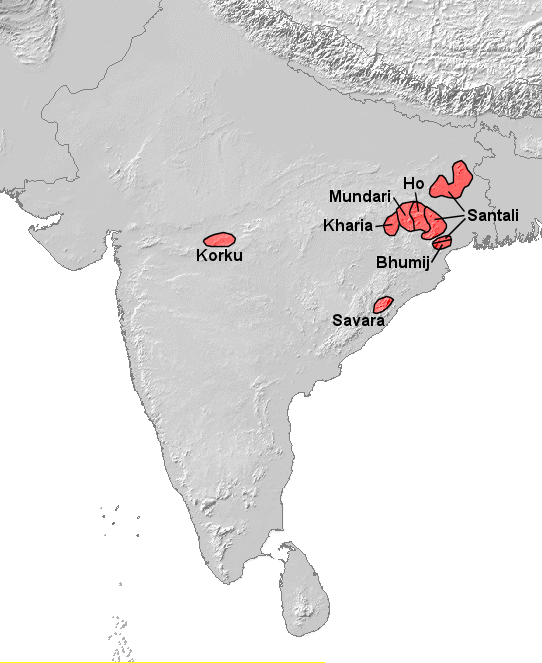
蒙達諸民族分布

## 社會、家庭與婚姻
傳統為父系氏族，財產待兒子成年之後均分，女兒並無繼承權。
柯爾人和鄰近民族傳統上多有搶婚習俗，今日仍有部分殘留，在父系氏族希望發展族外婚的趨勢下十分常見，柯爾人較為特別的搶婚方式是男方躲在廟會等公共場所，伺機往女子頭上戴上番紅花，等於宣告所有權。
喪葬方面多採火葬，人死後裝棺，連同生前用品一起火化，餘燼由親友帶至生前常去場所安葬，或樹碑紀念。
儘管一夫多妻制並不被禁止，在Kol的一般都是一夫一妻制，婚姻細節和布置由結婚雙方家庭協商，童婚仍然實行，但現代影響之下成人的婚姻正變得越來越普遍。
老少婚也很常見，另外有迎娶死去兄弟的妻子的習俗。

## 產業與生活
由於散佈地區較廣，柯爾人從事的產業及職業隨著所分布地區的環境有所不同，主要仍以農業為主，種植水稻、玉米、豆類及蔬菜，手工業例如製陶也有不錯的發展，少數人從事工礦產業。
而在較未開發的原始森林地區，仍有人從事傳統的採集和狩獵工作。

## 信仰與習俗
柯爾人或蒙達諸民族傳統上仍是萬物有靈的泛靈信仰，特別在原始森林地區，對於火焰有特殊的崇拜，原始信仰結合印度教的情很普遍，因此有不少和印度較有關的節日
及神話。
柯爾人會將白山羊、白公雞作為祭品獻給部落神SING-BONGA以祈求遠離疾病和災難，另外司掌山岳、河流等自然物各有不同的神祇。
原始信仰中也有巫術和占卜的使用，有一種女巫或巫醫叫做sohka。

## 藝術與文學
柯爾人較少藝術或文學上的資料或紀載，但仍有一些關於蒙達民族的著作，耶穌會的神父John-Baptist Hoffmann (1857–1928)畢生致力於研究整理蒙達諸民族的語言文化等資料，並有一系列出版品，內容包含蒙達民族的語言文法、社會等等

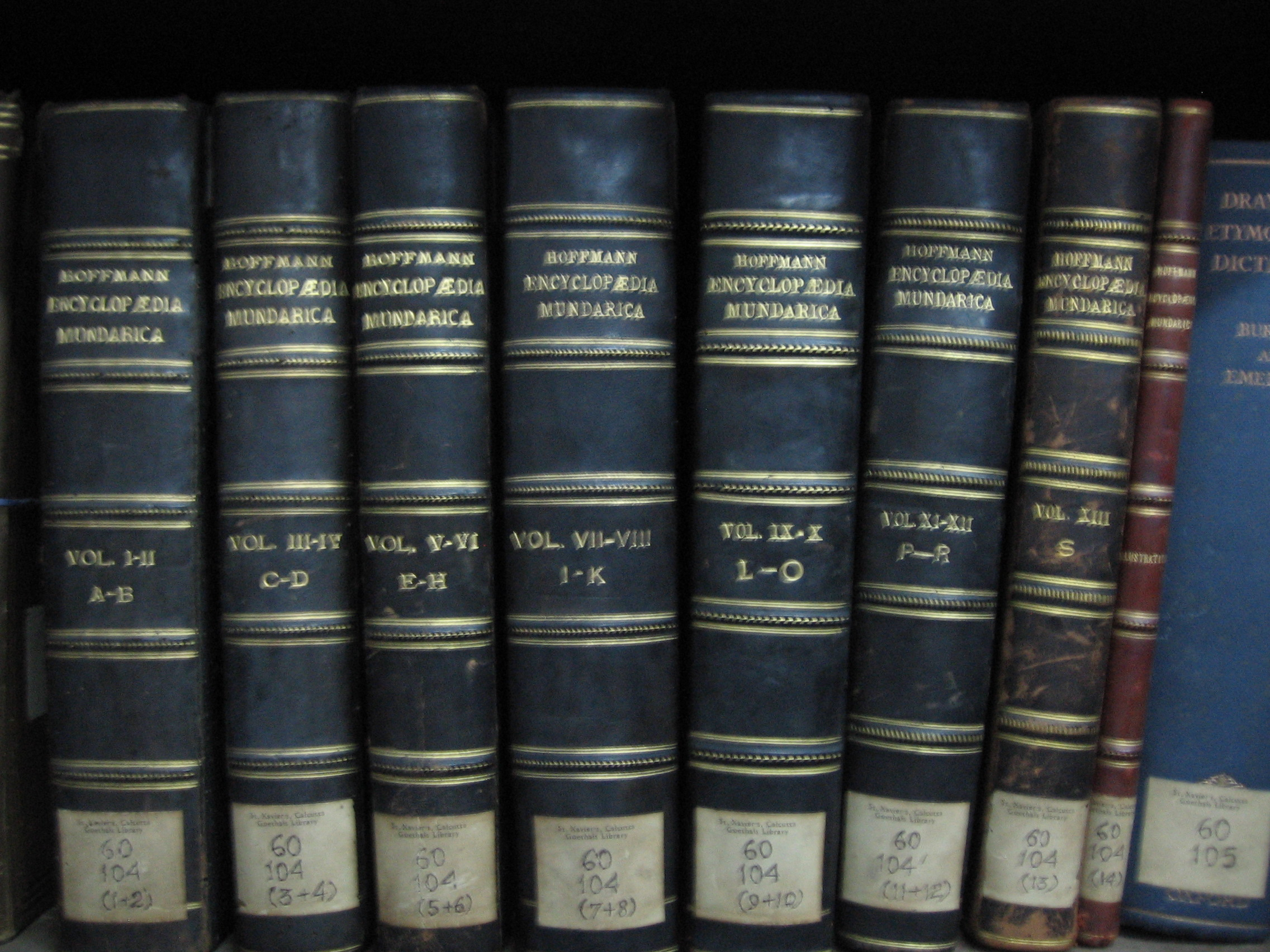
John-Baptist Hoffmann著作